# Oberwiesenthal
Oberwiesenthal est une commune de Saxe (Allemagne), située dans l'arrondissement des Monts-Métallifères, dans le district de Chemnitz.

## Géographie
Oberwiesenthal se développe le long de la frontière avec la République tchèque, face à la petite localité de Loučná pod Klínovcem. La commune se trouve au pied du Fichtelberg qui est, avec 1 215 m d'altitude, la montagne la plus élevée du Land de Saxe. Oberwiesenthal est située à 46 km au sud de Chemnitz.

## Économie
Oberwiesenthal est une station climatique et de sports d'hiver.

## Évolution démographique

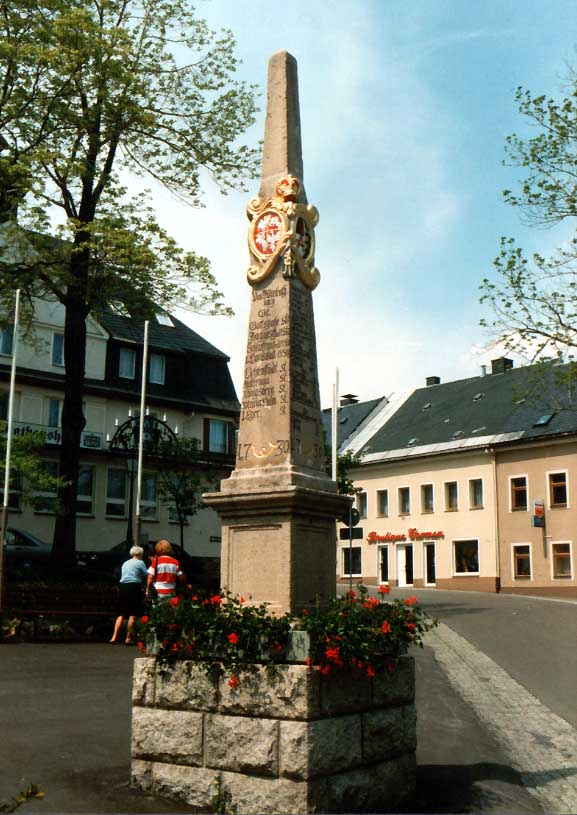
Colonne de distance de l'Électorat de Saxe située sur la place du marché.

| Année      | 1834 | 1971 | 1998 | 2002 | 2007 | 2018 |
| ---------- | ---- | ---- | ---- | ---- | ---- | ---- |
| Population | 1278 | 2611 | 3381 | 3015 | 2592 | 2075 |